# Shorewood (Minnesota)
Shorewood é uma cidade localizada no estado americano do Minnesota, no Condado de Hennepin.

## Demografia
Segundo o censo americano de 2000, a sua população era de 7400 habitantes.
Em 2006, foi estimada uma população de 7461, um aumento de 61 (0.8%).

## Geografia
De acordo com o United States Census Bureau tem uma área de 34,6 km², dos quais 13,8 km² cobertos por terra e 20,8 km² cobertos por água.

## Localidades na vizinhança
O diagrama seguinte representa as localidades num raio de 8 km ao redor de Shorewood.